# Wellington győzelme
A Wellington győzelme, avagy a vitoriai csata (Wellingtons Sieg oder die Schlacht bei Vittoria), Op. 91, egy 15 perces zenekari mű, amelyet Ludwig van Beethoven komponált Arthur Wellesley-nek, Wellington hercegének József spanyol király felett a spanyolországi vitoriai csatában 1813. június 21-én aratott győzelmének emlékére. A régenshercegnek, későbbi IV. György királynak ajánlotta. Csataszimfónia néven is ismert. A komponálás 1813 augusztusától október első hetéig tartott, és a darab jelentős pénzkeresetnek bizonyult Beethoven számára.

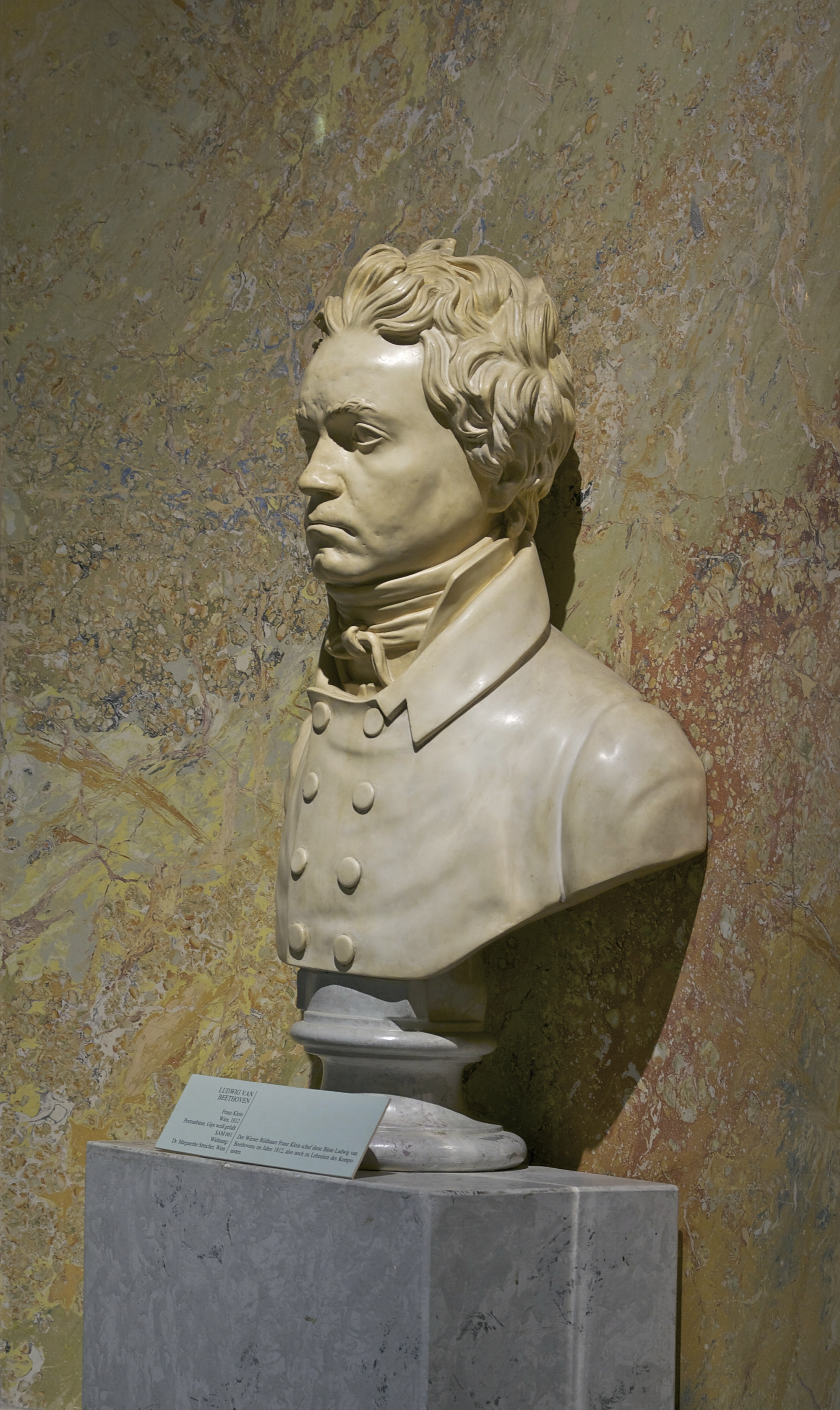
Ludwig van Beethoven 1812-ben (Franz Klein szobra)

## A mű keletkezése, bemutatása és fogadtatása
A vitoriai csata után Beethovent barátja, Johann Nepomuk Maelzel rábeszélte, hogy írjon egy, a csatára emlékező kompozíciót, amelyet a "mechanikus zenekarán", a panharmonikán - egy olyan szerkezeten, amely képes volt a korabeli katonai zenekari hangszerek nagy részét megszólaltatni - tudott lejegyezni. Beethoven azonban olyan nagy zenekarra (100 zenészre) írt kompozíciót, hogy Maelzel nem tudott elég nagy gépet építeni a zene előadásához. Alternatív megoldásként Beethoven átírta a Csataszimfóniát zenekarra, hozzáadta az első részt, és átnevezte a művet Wellington győzelmére.
A darabot először Bécsben, 1813. december 8-án adták elő a hanaui csatában megsebesült osztrák és bajor katonák javára rendezett hangversenyen, Beethoven vezényletével. Azonnal népszerűvé vált a koncertlátogatók körében. A műsoron szerepelt 7. szimfóniájának ősbemutatója és egy mű is, amelyet Maelzel mechanikus trombitása adott elő.
Ezt az előadást, amelyben 100 zenész vett részt, különösen hangosnak találták. Corinna da Fonseca-Wollheim úgy jellemezte, mint „szonikus támadást a hallgató ellen”' és „egy zenei fegyverkezési verseny kezdetét az egyre hangosabb... szimfonikus előadásért”, egy meg nem nevezett résztvevőt idézve, aki megjegyezte, hogy az előadást „látszólag arra tervezték, hogy a hallgató éppoly süket, mint a zeneszerzője”. Frédéric Döhl zenetudós úgy jellemezte a mű előadását, hogy „nem olyan, mint egy este a Berlini Filharmóniában, hanem inkább olyan, mint egy modernkori rockkoncert”.

## Hangszerelése
A Wellington győzelme egyfajta zenei újdonság. A teljes hangszereléshez két fuvola, egy pikoló, két oboa, két klarinét, két fagott, négy kürt, hat trombita, három harsona, üstdob, egy nagy ütős üteg (muskétákkal és egyéb tüzérségi hangeffektusokkal) és egy szokásos vonós szekció szükséges: I. és II. hegedűk, brácsák, csellók és nagybőgő.
A zenekari ütős szekcióban az egyik játékos üstdobon, a másik három cintányéron, nagydobon és triangulumon játszik. A színpadon két „oldal” van, a brit és a francia, mindkettő ugyanazokon a hangszereken játszik: két mellékdob (a kottában angol/französisches Trommeln), két basszusdob (a kottában Kanone), két (négy) kereplő, nyolc-tíz hangszeres zenész játszik.

## A zene
A műnek két része van: a Csata (Schlacht) és a Győzelmi szimfónia (Sieges Sinfonie). Az első rész programzene, amely két közeledő ellenséges hadsereget ír le, és kiterjesztett részeket tartalmaz a csata jeleneteiről. A brit oldalon a "Rule Britannia"-t, a francia oldalon pedig a "Malbrough s'en va-t-en guerre"-t ("Marlborough elment a háborúba") használja. Beethoven talán úgy döntött, hogy nem használja a La Marseillaise-t a francia erők képviseletére, ahogy Csajkovszkij tette később az 1812 nyitányban, talán azért, mert a La Marseillaise-t abban az időben Bécsben árulásnak tartották.
Ha ez az első rész festői zene, a második távolról sem közönséges, és néhány tipikus Beethoven-zeneszerzési technikát mutat. Szonátaformának tekinthető, amely a kidolgozási szakasztól megfosztva, egy elnyújtott kodával rendelkezik. Az első téma egy D-dúr fanfár, amely a második témánál átvált a távoli B-dúr hangnembe, a God Save the Kingbe, a brit nemzeti himnuszba.
Azonban a végső kadencia (a fenti kottában E-vel jelölt oszlopok) nem kerül lejátszásra. Ehelyett a D motívum megismétlődik, hogy visszaváltson a D-dúrra és a fanfár témájának újra kifejtésére. Ezt követi a „God Save the King” újbóli bemutatása, immár fő hangnemben (D-dúr), és a „Tempo di menuetto moderato” ütemét veszi át. A végső kadenciát (E) ismét elkerüljük, és a D motívum egymást követő ismétlődésével helyettesítjük, ami ezúttal egy utánzó stílusú kódhoz vezet. Ez a fúga szakasz ("Allegro") vonós oktettként kezdődik (később a teljes zenekar csatlakozik hozzá) a következő mondattal a God Save the King dallam A mondatából ered. Később egy második mondat is csatlakozik, még mindig utánzó stílusban, a himnusz B mondatából származik, így egy kis kettős fúgát épít. Az egész egy motívum alapú résszel zárul (amely átdolgozza az eredeti téma C+D motívumait) és végül az A kifejezés végső származékával.

## A panharmonikon
A "Wellington győzelme" első változata nem zenekarra íródott. Mälzel, akit ma elsősorban a metronóm szabadalmaztatásáról ismernek, meggyőzte Beethovent, hogy írjon egy rövid darabot Wellington győzelmének emlékére találmányával, a panharmonikonnal. Soha nem volt több, mint egy kuriózum. Ennek ellenére Mälzel bejárta Európát, mechanikus trombitán mutatva be Beethoven munkáját, és a zene iránti lelkesedés meggyőzte Beethovent, hogy teljes értékű „győzelmi nyitányt” csináljon.

## A kompozíció ma
A mű újszerűsége alábbhagyott, és a Wellington győzelmét ma már ritkán adják elő. Sok kritikus az úgynevezett „csatadarabok” kategóriájába sorolja, Csajkovszkij 1812-es nyitányával és Liszt Hunok csatája együtt: Charles Rosen azt írta, hogy „Beethoven hozzájárulásából hiányzik Felix Mendelssohn Reformáció Szimfóniájának vagy Hector Berlioz Symphonie funèbre et triomphale-jének komoly igényessége vagy ideológiájának beépítése, de csak szerénysége miatt kevésbé érdekes”.
A Men of Music című könyvükben Wallace Brockway és Herbert Weinstock „borzalmas bohózatnak” nevezte a darabot.
Beethovennek nem voltak illúziói az érdemeit illetően, és a maga idejében hasonló kritikákra így reagált: "Amit én írok, az jobb, mint bármi, amit valaha is kigondolhatna!"